# Vuelo 310 de Cubana de Aviación
El Vuelo 310 de Cubana de Aviación era un vuelo regular internacional desde el Aeropuerto Internacional José Martí, en la ciudad de La Habana, Cuba, hasta el Aeropuerto Internacional Arturo Michelena, en la ciudad de Valencia, Venezuela, que el 25 de diciembre de 1999 se estrelló a 14 km al oeste de Valencia y a 12 km al este de la población de Bejuma. Todas las 22 personas a bordo murieron.

## Aeronave
La aeronave en cuestión era un Yakovlev Yak-42D, con matrícula CU-T1285. La aeronave había sido construida en 1991 como msn 4520424914068.

## Accidente
El vuelo había partido del Aeropuerto Internacional José Martí, Cuba, con destino al Aeropuerto Internacional de Maiquetía Simón Bolívar en la ciudad de Caracas, Venezuela. Debido a los deslizamientos de tierra e inundaciones, el vuelo fue desviado al Aeropuerto Internacional Arturo Michelena en Valencia. El avión se mantuvo durante 40 minutos.
Los pilotos llamaron al control del tráfico aéreo en el aeropuerto de Valencia para comunicar que estaban descendiendo desde los 8000 pies (2400 m) hasta los 4000 pies (1200 m) para prepararse para el aterrizaje. Mientras el avión comenzaba un giro hacia el este, para aproximarse desde el oeste al aeropuerto de Valencia, golpeó la ladera de la cadena montañosa de San Luis (de 1400 m s. n. m., y que corre de norte a sur), a 13 km al oeste de Valencia, y a 12 km al este de la población de Bejuma. Todos los 22 pasajeros y tripulantes murieron en el accidente, que ocurrió a las 20:18 hora local (00:48 26 de diciembre UTC). La ubicación del accidente fue de 10°11.5'N 68°08,8'W.

## Pasajeros y tripulación
Las nacionalidades de las 22 víctimas del vuelo 310 eran:
| Nacionalidad | Pasajeros | Tripulación | Total |
| ------------ | --------- | ----------- | ----- |
| Cuba         | 4         | 12          | 16    |
| Venezuela    | 4         | 0           | 4     |
| Países Bajos | 2         | 0           | 2     |
| Total        | 10        | 12          | 22    |